# Ivesdale
Ivesdale é uma vila localizada no estado americano de Illinois, no Condado de Champaign e Condado de Piatt.

## Demografia
Segundo o censo americano de 2000, a sua população era de 288 habitantes.
Em 2006, foi estimada uma população de 276, um decréscimo de 12 (-4.2%).

## Geografia
De acordo com o United States Census Bureau tem uma área de
1,9 km², dos quais 1,9 km² cobertos por terra e 0,0 km² cobertos por água. Ivesdale localiza-se a aproximadamente 210 m acima do nível do mar.

## Localidades na vizinhança
O diagrama seguinte representa as localidades num raio de 20 km ao redor de Ivesdale.